# Pitch Pine

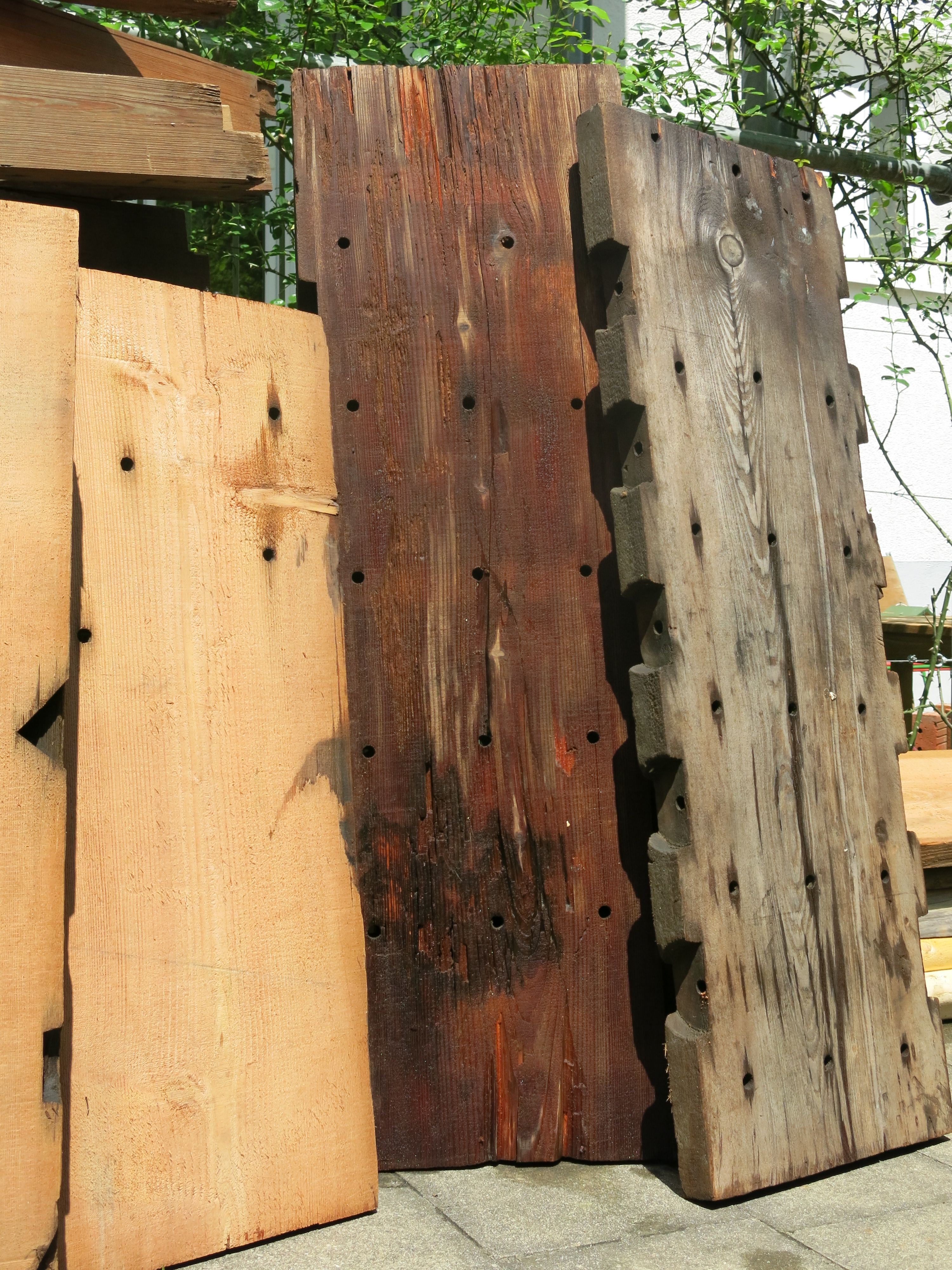
Pechkiefernholz vom ehemaligen BR-Sendeturm Ismaning

Querbeet-Wintergarten aus Holz des ehemaligen Sendeturms Ismaning

Mit Pitchpine (vom englischen Begriff Pitch Pine für die Pechkiefer, lat. Pinus rigida) werden schwere und kernholzreiche Kiefernhölzer bezeichnet. Der Begriff bezeichnet keine spezielle botanische Art, sondern ist ein Sammelbegriff der Holzwirtschaft für die beste Qualität an Nadelholz („das härteste Nadelholz der Welt“), das heute kaum noch verfügbar ist. Dieses Kernholz hat teilweise Jahresringe unter 1 mm Breite, ist sehr harzreich und mit ca. 710 g/dm³ dementsprechend schwer.
Früher war „Pitch Pine“ außerdem einer von mehreren englischen Begriffen für die Sumpfkiefer (Pinus palustris).
Das weltweit vermarktete Holz der Pechkiefern stammt aus Kanada, aus dem Südwesten der USA und aus Mittelamerika, insbesondere aus Honduras (Honduras Pitch Pine) der Karibischen Kiefer von sehr alten und großen Bäumen, die dort inzwischen weitgehend gefällt sind. Pitchpine wird vorwiegend zur Herstellung von Fußbodendielen, Wand- und Deckenverkleidungen verwendet. Da das Holz sehr häufig als Dielen in Gebäuden der Gründerzeit verwendet wurde und die damals verbauten hochwertigen Holzqualitäten rar sind, gibt es einen Markt für alte Dielen.
1933 verwendeten die in den Jahren zuvor in Deutschland gegründeten Radiosender bevorzugt das Holz der Pechkiefer zum Bau von Sendetürmen, unter anderem auch für den Sendeturm des Bayerischen Rundfunks, damals „Reichssender München“ in München-Ismaning. Die Holzstämme für insgesamt 3 Sendetürme wurden damals von Kanada per Dampfschiff nach Europa transportiert. Der Holzturm des Senders Ismaning wurde 1983 als letzter in Deutschland noch existierender Sendeturm aus Holz gesprengt. Schreinereien und Zimmereibetriebe transportierten einen Teil des Holzes ab und verwendeten es unter anderem zum Bau von Tür- und Fensterstöcken in denkmalgeschützten Häusern. Beispielsweise für den Wintergarten des Fernsehstudios in Passelsberg, wo der Bayerische Rundfunk 15 Jahre lang seine 1994 gestartete Gartensendung Querbeet produzierte.  